# ムースニー
ムースニー（英：Moosonee）は、オンタリオ州北部の小さな町。ジェームズ湾に面したムース川の河口から南へ19km遡った所に位置する。町の人口は正確には把握されていない。遠方の集落では狩猟民族として移動住居での暮らしがまだ残っており、町に近い地域でも1家屋に数家族が同居する習慣があるために国勢調査の不正確が指摘され、追加調査により人口は頻繁に修正されている。現在の推定は2,800人(2007年統計)。人口の85%がクリー族で、残りを白人ならびに混血が占める。主に英語が話されるが、ムースクリー語やフランス語を話す光景も良く見かけられる。

## 交通
カナダの町の中では必ずしも極北に分類されるわけではない(北緯51度)が、道路は同州南部からムースニーへはつながっていないため、州の他の都市からは孤立している。主な交通手段はコクレーンから夏季は週6日、それ以外は週5日走っている列車ポーラー・ベア・エクスプレス（カートレインもある）、もしくはティミンズやモントリオールから当地を経てさらに北部のコミュニティへと運航される定期航空便を利用する。貨物列車は週2 - 3便運行され、旅客線の終点はさらに引込線を介して空港や貨物港と連絡している。夏は海路や空路、冬は凍結した湿地に造られる林道や空路を介して他の集落と結ばれており、貨物運送拠点としても機能している。ムースニー港の管理は2007年1月から連邦政府から町へと移管された。
- オンタリオ・ノースランド鉄道 （ONR, Ontario Northland Railway）
- ムースニー空港（Moosonee Airport、IATA空港コード：YMO、 ICAO空港コード：CYMO）

対岸のムース・ファクトリー島とは密接な関係にあり、夏は貨物カヌーによる水上タクシー、春秋はヘリコプター、冬は凍結した川に作られる氷上道路で互いに行き来される。

## 産業
1903年、毛皮貿易会社レビヨン・フレール（Revillon Frères）がカナダでの拠点として築いた。レビヨンは後に、競争相手であったハドソン湾会社に買収されている。
現在は毛皮産業は衰退し、町の経済は観光と政府補助金によってかろうじて成り立っていたが、2005年に町の北側約20kmにおいて北米初のダイヤモンド鉱山がデビアスによって発見され、新たな雇用を生みながら町の拡大の起爆剤となりつつある。

## 行政
かつてはオンタリオ州唯一の開発地域に指定され、州政府の管理の下で地方選出の評議員による政治が行われていたが、2000年に正式に町として認められた。現在は市長と4人の議員によって議会が運営されている。警察・消防・裁判所など基本的なシステムも整っている。州政府の機関として運輸局・天然資源局の事務所と測候所がある。

## 教育
幼稚園～小学校は公立とカトリック系の2校で、後者ではフランス語の補習も行われる。公立高校とコミュニティーカレッジが各1校あり、大学教育まで一通りを受けることができる。町は独立した教育委員会を持ち、12年生までムースクリー語の授業が行われているが、他の教科は全て英語で教えられる。

## 医療
ジェームスベイ総合病院付属の診療所と、保健所・アルコール中毒のカウンセリング施設が連携して機能しており、入院患者はムース・ファクトリー島の本院へ移送される。

## マスコミ・通信・その他のインフラ
ラジオは現地ラジオ局CHMO 1450kHzと国営放送CBC 1340kHz。テレビはCBCとTVO。多くの家庭ではケーブルテレビや衛星放送を契約しており、特に前者に伴い高速インターネットが急速に普及している。新聞は発行されておらず、州南部の一般紙や書籍も町内の店舗では入手できない。上水道・電気・電話も早くから普及しており、特に2006年の浄水場改良により通年で安定した水の供給が可能となった。町の道路は未舗装だが、路面や標示は良く整備されている。銀行と郵便局があり、クレジットカードはほぼ全店舗で通用。宅配業者は存在しない。